# Relazioni bilaterali tra Italia e Bulgaria
Le relazioni bilaterali tra Italia e Bulgaria fanno riferimento ai rapporti diplomatici tra la Repubblica Italiana e la Repubblica di Bulgaria. Il primo accordo diplomatico tra i due paesi risale al 1879. L'Italia ha un'ambasciata a Sofia, un Consolato onorario a Plovdiv e un Consolato onorario a Varna; la Bulgaria ha un'ambasciata a Roma, un Consolato generale a Milano e undici consolati onorari (ad Ancona, Bari, Bologna, Firenze, Genova, Lecco, Napoli, Palermo, Parma, Torino e Treviso).